# Cmentarz rzymskokatolicki w Luchowie Górnym
Cmentarz rzymskokatolicki w Luchowie Górnym – nekropolia rzymskokatolicka w Luchowie Górnym, utworzona na potrzeby miejscowej ludności katolickiej w 1919 r., użytkowana do dzisiaj.

## Historia i opis
Cmentarz założono w 1919 r. wraz z erygowaniem miejscowej parafii katolickiej. Powstał w północno-wschodniej części dawnego, zniszczonego cmentarza unickiego, istniejącego przy niezachowanej cerkwi. W latach 70. cmentarz powiększono. Nekropolia jest czynna do dzisiaj.
Na początku lat 90. na jego terenie znajdowało się wiele nagrobków sprzed II wojny światowej. Znajdują się tu krzyże drewniane przy ziemnych mogiłach; betonowe krzyże na postumentach, postumentach z nadstawami lub stellach. Na niektórych z nich znajdują się także betonowe figury Chrystusa i Matki Bożej. Na innych nagrobkach wzniesiono krzyże dekorowane wielostopniowymi gzymsami uskokowymi, gzymsami kostkowymi i płycinowymi pilasterkami. Wśród współczesnych nagrobków dominują metalowe krzyże przy stellach i edikule lastrikowe. Całość cmentarza otoczona jest metalowymi przęsłami przy metalowych słupach, a wokół niego rosną brzozy i tuje kolumnowe.
Na cmentarzu wyróżniają się mogiła trzech kobiet rozstrzelanych przez żandarmerię niemiecką 27 czerwca 1942 r., zbiorowa mogiła ofiar akcji wysiedleńczej z 29 czerwca 1943 r., a także grób Józefa Krasowskiego, który "zginął w walce o socjalistyczną wieś" 25 maja 1953 r., obecnie nagrobek nie posiada tego napisu.